# Okamoto Koji
Koji Okamoto (sinh ngày 9 tháng 4 năm 1976) là một cầu thủ bóng đá người Nhật Bản.

## Sự nghiệp câu lạc bộ
Koji Okamoto đã từng chơi cho Vissel Kobe.